# بانکسویل (نیویورک)
بانکسویل (به انگلیسی: Banksville) یک منطقهٔ مسکونی در ایالات متحده آمریکا است که در نیویورک واقع شده‌است.